# Zhao Xiaoding
Zhao Xiaoding (Pechino, 30 settembre 1968) è un direttore della fotografia cinese.
Ha ottenuto una nomination all'Oscar alla migliore fotografia nel 2005 per La foresta dei pugnali volanti di Zhang Yimou. Con Yìmóu ha collaboratore in: La foresta dei pugnali volanti (2004), Mille miglia... lontano (2005), La città proibita (2006), Sangue facile (2009), I fiori della guerra (2011) Lettere di uno sconosciuto (2014) e Shadow (2018).

## Filmografia

### Direttore della fotografia
- La foresta dei pugnali volanti (Shí miàn mái fú), regia di Zhang Yimou (2004)
- Mille miglia... lontano (Qian li zou dan ji), regia di Zhang Yimou e Yasuo Furuhata (2005)
- La città proibita (Mǎn chéng jǐn dài huángjīn jiǎ), regia di Zhang Yimou (2006)
- Guardando il film (En regardant le film), episodio di Chacun son cinéma - A ciascuno il suo cinema (Chacun son cinéma ou Ce petit coup au cœur quand la lumière s'éteint et que le film commence), regia di Zhang Yimou (2007)
- Sangue facile (Sānqiāng Pāi'àn Jīngqí), regia di Zhang Yimou (2009)
- Under the Hawthorn Tree (Shānzhāshù Zhī Liàn), regia di Zhang Yimou (2010)
- I fiori della guerra (Jin ling shi san chai), regia di Zhang Yimou (2011)
- Lettere di uno sconosciuto (guīlái), regia di Zhang Yimou (2014)
- The Great Wall (Cháng Chéng), regia di Zhang Yimou (2016)
- Shadow (Ying), regia di Zhang Yimou (2018)